# Dichaetocoris
Dichaetocoris is een geslacht van wantsen uit de familie van de Miridae (blindwantsen). Het geslacht werd voor het eerst wetenschappelijk beschreven door Harry Hazelton Knight in 1968.

## Soorten
Het genus bevat de volgende soorten:

- Dichaetocoris anasazi Polhemus, 1984
- Dichaetocoris calocedrus Asquith & Lattin, 1993
- Dichaetocoris coloradensis Knight, 1968
- Dichaetocoris geronimo Polhemus, 1985
- Dichaetocoris gillespiei Schwartz & Scudder, 2003
- Dichaetocoris juniperi Knight, 1968
- Dichaetocoris merinoi Knight, 1968
- Dichaetocoris minimus Knight, 1968
- Dichaetocoris mojave Polhemus, 1985
- Dichaetocoris nevadensis Knight, 1968
- Dichaetocoris ovatus (Van Duzee, 1916)
- Dichaetocoris piceicola (Knight, 1927)
- Dichaetocoris pinicola Knight, 1968
- Dichaetocoris spinosus (Knight, 1925)
- Dichaetocoris utahensis Knight, 1968
- Dichaetocoris vanduzeei (Carvalho, 1955)